# MF Polonia
MF Polonia – polski prom pływający po Bałtyku na trasie Świnoujście–Ystad od roku 1995.

## Historia i rejsy
Jednostka została zbudowana w przedsiębiorstwie stoczniowym Langsten Group AS w Norwegii na podstawie umowy podpisanej 29 grudnia 1993 roku. Budowę kadłuba rozpoczęto 25 lutego 1994 roku w stoczni Langsten Verft w Kragerø, pod numerem 163, a prace wyposażeniowe kontynuowano w Langsten Slip & Battbyggeri w Tomrefjordzie. Statek przekazano armatorowi 26 maja 1995 roku, a banderę podniósł 30 maja. Portem macierzystym było Nassau na Wyspach Bahama. W chwili wejścia do służby był największym promem kombinowanym (pasażersko-samochodowo-kolejowym) na świecie, do 1996 roku. Od 2004 roku, po odkupieniu od spółki Euroafrica 50% udziałów w promie, jedynym właścicielem jednostki jest Polska Żegluga Morska. Polonia pływa w barwach Unity Line.

### Budowa
Prom może zabrać 1000 osób, dla których przeznaczono 618 miejsc w 212 kabinach trzech kategorii. Oprócz pasażerów zabiera także samochody osobowe, ciężarowe i wagony kolejowe. Łączna długość linii ładunkowej (pasów dla ładunków tocznych) wynosi 2200 metrów, na pokładzie kolejowym znajduje się 6 torów kolejowych o łącznej długości ponad 600 m. Pokład 7. to dwie restauracje na samym dziobie. Obok są bary oraz kasyno. Dalej jest hol z kręconymi schodami, sklep, pokój zabaw dla dzieci, kafeteria oraz restauracja dla kierowców ciężarówek i sala telewizyjna. Na rufie jest pub oraz sala konferencyjna i pokład słoneczny. Pokład 6. to pokład kabinowy, tam znajduje się również recepcja, kantor, oraz kabiny pasażerskie trzech klas: De Luxe (luksusowe), Biznes (2 i 3 osobowe) oraz Turystycznej (4 osobowe). Na pokładzie ósmym znajduje się kilkanaście kabin o niższym standardzie (bez łazienek), kabiny załogowe oraz mostek kapitański. Polonia posiada wyposażenie nawigacyjne w większości firmy Kelvin Hughes, system przeciwpożarowy Hi-Fog, system antykolizyjny oraz system ewakuacji MES. Wyposażona jest także w system stabilizacyjny, ograniczający przechyły boczne do 4 stopni.

## Galeria

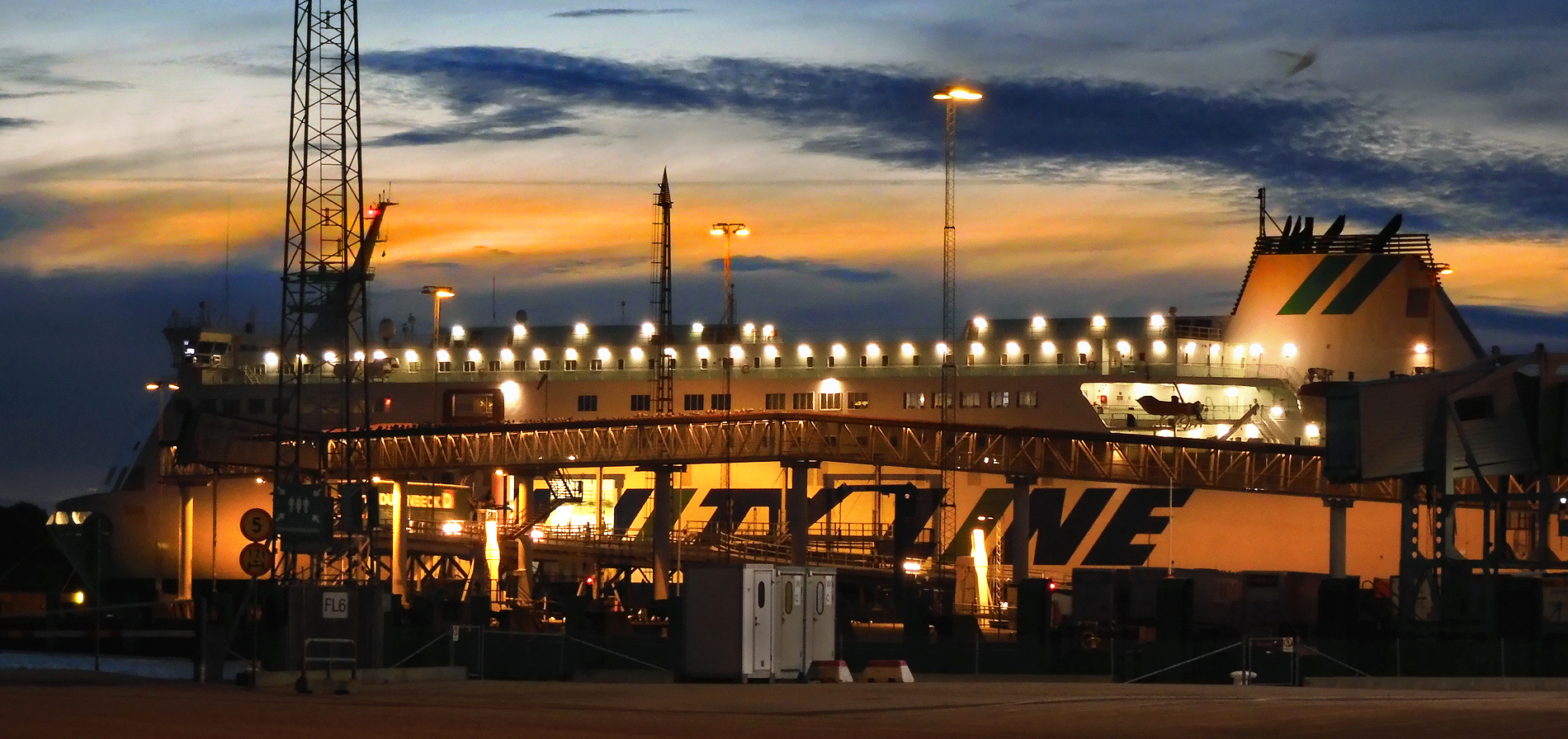
M/F Polonia w Ystad 5 września 2022 r.